# Pio La Torre

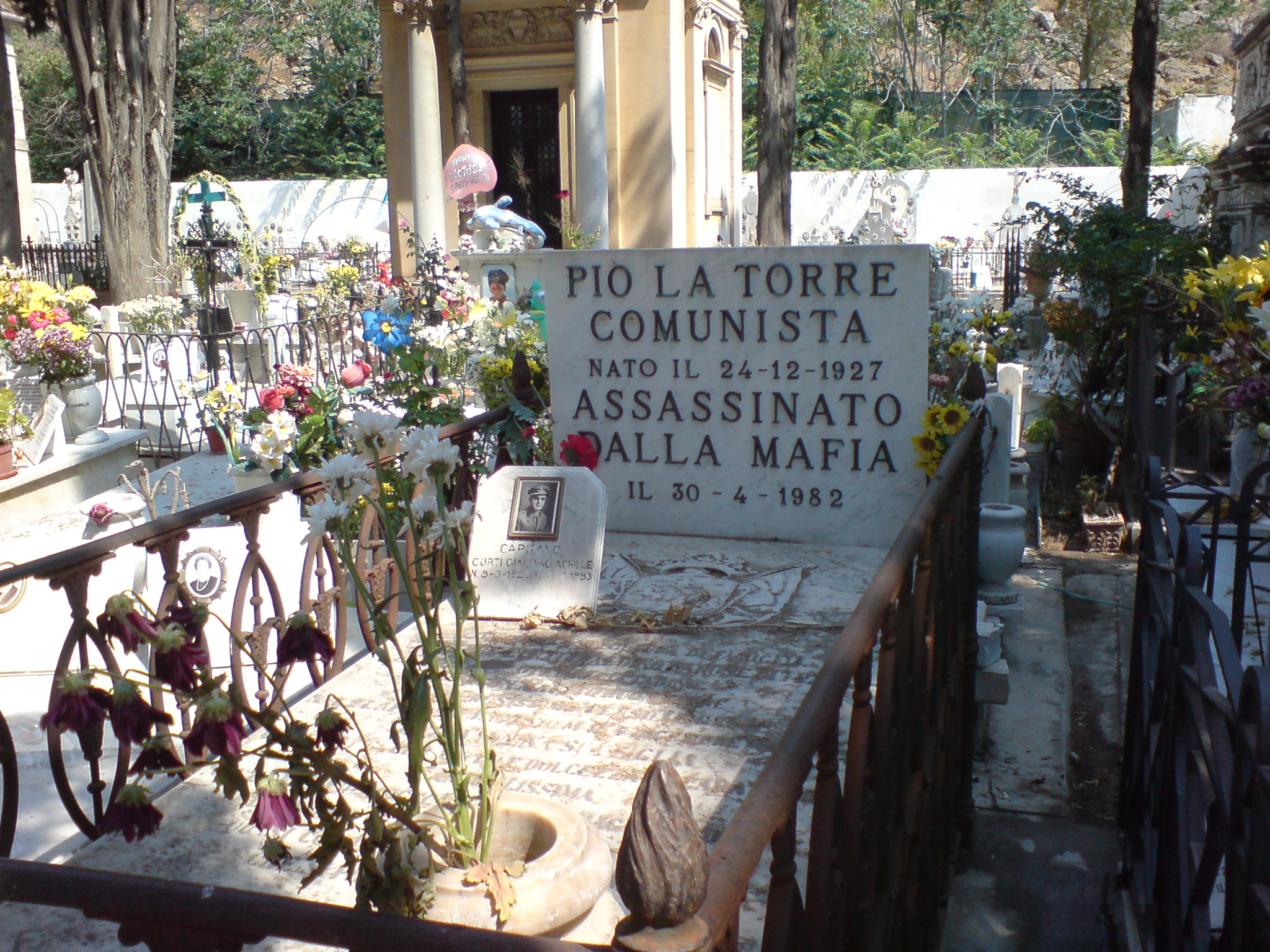
Grab von Pio La Torre in Palermo

Pio La Torre (* 24. Dezember 1927 in Palermo; † 30. April 1982 ebenda) war ein sizilianischer Gewerkschafter und Politiker (PCI). Von 1972 bis zu seiner Ermordung 1982 durch die Mafia war er Mitglied der italienischen Abgeordnetenkammer.

## Leben
Pio La Torre, geboren als Sohn armer Eltern, wuchs am damaligen Stadtrand von Palermo auf.

### Mitglied der PCI und der CGIL
Nach dem Zweiten Weltkrieg trat er der kommunistischen Partei Italiens (PCI) und der Gewerkschaft Confederazione Generale Italiana del Lavoro (CGIL) bei, wo er schnell Karriere machte. La Torre heiratete Giuseppina Zacco, die sich ebenfalls bei der PCI engagierte. Sie hatten zwei Söhne, einer davon ist der Anti-Mafia- und Umweltaktivist Franco La Torre.
Ab 1952 war er Sekretär (d. h. Vorsitzender) der CGIL in der Provinz Palermo und als Vertreter der PCI Mitglied des Gemeinderats von Palermo. 1959 wurde er Generalsekretär der CGIL in Sizilien. 1960 wurde La Torre in das regionale Zentralkomitee der PCI Siziliens berufen und 1962 wählte ihn die Partei dann zu ihrem Regionalsekretär. Der Führer der kommunistischen Partei, Enrico Berlinguer, wurde auf La Torre aufmerksam und holte ihn bald darauf ins Zentralkomitee der PCI nach Rom. 1972 wurde La Torre ins italienische Parlament gewählt.

### Gesetzesvorlage gegen die Mafia in Rom
Schon früh wurde er sich des Problems bewusst, welches die Cosa Nostra, wie sich die sizilianische Mafia selbst nennt, für Sizilien darstellt. La Torre forderte energische Maßnahmen, um die Cosa Nostra zu bekämpfen. Er arbeitete in den folgenden Jahren ein Gesetz aus, welches bereits die bloße Mitgliedschaft zu mafiösen Organisationen unter Strafe stellt; außerdem sollte illegal erworbenes Vermögen künftig vom Staat beschlagnahmt werden können. In Rom konnte er sich damit im Parlament jedoch gegen den Widerstand der herrschenden Democrazia Cristiana nicht durchsetzen; diese regierte aufgrund der Tolerierung der PCI in einer Minderheitsregierung. Dafür erfüllten sie die Forderungen der PCI und bauten den Sozialstaat sehr stark aus. 1979 endete dieser „Historische Kompromiss“, es begann in den folgenden Jahren der schrittweise Niedergang der PCI, ihr Stimmenanteil in den nationalen Wahlen verringerte sich allmählich immer weiter.

### Kampf gegen die Mafia in Sizilien und Ermordung
La Torre ging 1981 zurück nach Sizilien, um in Palermo wieder als Regionalsekretär der sizilianischen PCI zu wirken. Er kritisierte heftig die engen Verbindungen der lokalen Christdemokraten zur Cosa Nostra, säuberte seine eigene Partei von kriminellen Elementen und versuchte, die Verbindungen zwischen Politik, Freimaurertum und Cosa Nostra aufzudecken.
In Palermo tobte zu dieser Zeit der Zweite Große Mafiakrieg, der zu diesem Zeitpunkt bereits mehrere hundert Tote gefordert hatte. La Torre startete eine neue Initiative, um wirksame Gesetze zur Bekämpfung gegen die Mafia zu erzwingen. Zudem beklagte er auch öffentlich mehrfach, wie sehr Rom trotz der andauernden Gewalt Sizilien mit seinem Mafiaproblem im Stich lasse.
Am Morgen des 30. April 1982 wurde Pio La Torre gemeinsam mit seinem Fahrer Rosario di Salvo in seinem Dienstwagen von mehreren Killern der Mafia erschossen. Den Befehl dazu hatte der neue „Boss der Bosse“ Salvatore Riina gegeben; Riina war der Anführer der Mafia von Corleone. Zu der Beerdigung von La Torre und di Salvo erschienen 100.000 Menschen. Der italienische Staat schickte nun General Carlo Alberto Dalla Chiesa nach Sizilien, um die Cosa Nostra zu bekämpfen; Dalla Chiesa wurde jedoch gemeinsam mit seiner Frau und einem Leibwächter am Abend des 3. September 1982 ebenfalls von der Cosa Nostra getötet.

### Kampf gegen den NATO-Doppelbeschluss
La Torre wandte sich seit 1981 vor dem Hintergrund des Kalten Krieges und des NATO-Doppelbeschlusses gegen die Stationierung amerikanischer Cruise-Missiles auf italienischem Boden. Nach seiner Ermordung wurde seine Unterschriftenpetition gegen die Stationierung der Raketen nahe Comiso binnen weniger Tage von einer Million Menschen unterschrieben.

### Das Gesetz wird verabschiedet
Das Gesetz, für das La Torre gestorben war, wurde nun in einem Eilverfahren in Rom verabschiedet; es sollte sich als äußerst wirksame Waffe im Kampf gegen die organisierte Kriminalität erweisen.

### Verurteilung der Mörder
Am 12. Januar 2007 wurden die Mörder La Torres und die verantwortlichen Auftraggeber, die Bosse Salvatore Riina, Bernardo Provenzano, Giuseppe „Pippo“ Calò und Bernardo Brusca, für den Mord endgültig verurteilt. Als Mitglieder der sizilianischen Mafia-Kommission galten sie als direkt verantwortlich für die Ermordung La Torres.

## Auszeichnungen
Der Flughafen von Comiso trug von 2007 bis 2008 den Namen Pio La Torre. Ab 2008 entschied die rechts-konservative Kommunalregierung, wieder den alten Namen Generale Vincenzo Magliocco zu verwenden. Vincenzo Magliocco war ein beim italienischen Überfall auf Äthiopien gefallener Militär. 2014 wurde dem Flughafen der Name Pio La Torre vom Senatspräsidenten Piero Grasso geleiteten Zeremonie definitiv verliehen.
Postum erhielt La Torre die Medaglia d’oro al merito civile am 5. April 2012.